# نامي أوتاكي
نامي أوتاكي (大竹 七未) (30 يوليو 1974 في ماتشيدا في اليابان – )؛ هي لاعبة كرة قدم كانت تلعب كمهاجم. ولعبت مع منتخب اليابان لكرة القدم للسيدات.

## وصلات خارجية
- نامي أوتاكي على موقع الاتحاد الدولي (مؤرشف)  (الإنجليزية)
- نامي أوتاكي على موقع قاعدة بيانات كرة القدم.إي يو (الإنجليزية)
- نامي أوتاكي على موقع Soccerway.com (الإنجليزية)
- نامي أوتاكي على موقع عالم كرة القدم.نت (الإنجليزية)
- نامي أوتاكي على موقع اللجنة الأولمبية الدولية (الإنجليزية)
- نامي أوتاكي على موقع أوليمبيديا (الإنجليزية)